# De Siphon
De Siphon (of Sifon) is een gehucht in de gemeente Damme op de plaats waar de Damse Vaart gekruist wordt door twee parallellopende kanalen: het Schipdonkkanaal en het Leopoldkanaal. Het is genoemd naar het waterbouwkundige kunstwerk dat er tot de Eerste Wereldoorlog functioneerde: de sifons. 
De Damse Vaart was sinds het begin van de jaren 1820 een vaarweg tussen Brugge en Sluis, dat permanent op peil werd gehouden voor de scheepvaart. Het Leopoldkanaal en het Schipdonkkanaal zijn afwateringskanalen, met een lager, variërend waterpeil. De oplossing om alle kanalen te laten functioneren was de bouw van twee sifons. De eerste werd gebouwd met de aanleg van het Leopoldkanaal, een tweede enkele jaren later met de aanleg van het Schipdonkkanaal. De sifon van het Leopoldkanaal had vier doorstroomopeningen, die van het Schipdonkkanaal had er vijf. De Damse Vaart kon ook met 6 uitwateringsopeningen uitwateren in het Leopoldkanaal. 
Hoewel de sifons al werden beschadigd door terugtrekkende Duitse troepen in de Eerste Wereldoorlog, werden ze in 1940 definitief verwoest door de Franse genietroepen, enkele dagen voor de capitulatie in de Tweede Wereldoorlog. Sindsdien is geen doorgaande scheepvaart meer mogelijk van stad Brugge naar de stad Sluis vanaf de sifons.
Het landschap is hier uniek, en wordt sterk bepaald door de hoog opgaande populieren langs de drie kanalen en door de wild begroeide tussenberm tussen beide afwateringskanalen.
Wandelroute GR5A passeert hier en, via  fietspaden die langs de drie kanalen lopen, is het ook een knooppunt voor fietsen in de regio.